# Juan Carlos Márquez
Juan Carlos Márquez (n. Bilbao; 1967) es un escritor español
Licenciado en Ciencias de la Información y Master de Periodismo por el diario El Correo, ha ejercido en diversos medios, entre otros, la agencia EFE y El Correo. Titulado en Dirección de talleres literarios por la Universidad Autónoma de Madrid, es profesor de escritura creativa y relato en la Escuela de Escritores.
Ha publicado tres libros de cuentos Oficios, Norteamérica profunda y Llenad la Tierra (2010). Los cuentos de Oficios rezuman humor, lucidez y mala leche, según los escritores Juan Manuel de Prada y Antonio Gamoneda, miembros del jurado del Tiflos,[cita requerida] y contienen en ocasiones un punto surrealista. En Norteamérica profunda rinde, en cierto modo, un homenaje a las lecturas que le formaron como cuentista, a través de autores como Raymond Carver, John Cheever, Richard Ford o incluso Charles Bukowski.
Ana Rodríguez Fischer ha destacado como rasgo más característico del autor 

su habilidad para conjugar microscopia cotidiana y surrealidad, valiéndose de un lenguaje tan incisivo y preciso como brillante en el empleo de imágenes reveladoras. Este rasgo esencial (verdadero nudo gordiano de su narrativa), "cierto desplazamiento de qué hacia el yo", como lo denomina el autor, sustenta prácticamente todos los relatos.

## Obra publicada

### Novela
- Los últimos. Madrid: Salto de Página, 2014.[3]
- Resort. Madrid. Salto de Página 2017
- Lobos que reclaman la noche. Tropo. 2014
- Tangram (Salto de Página, 2011). ISBN 978-84-15065-180

### Relatos
- Llenad la Tierra (Menoscuarto], 2010). ISBN 978-84-96675-54-4
- Oficios (Castalia, 2008; finalista del Premio Setenil 2009). ISBN 978-84-9740-256-1
- Norteamérica profunda (Diputación de Badajoz, 2008; finalista del Premio Setenil 2008).
- Autoficción (Aristas Martínez, 2021).

### Antologías
- Doppelgänger: ocho relatos sobre el doble (Jekyll & Jill Editores, 2011).
- La banda de los corazones sucios. Antología del cuento villano (El Cuervo / Baladí, 2010; edición de Salvador Luis).
- Pequeñas resistencias 5 (Páginas de Espuma, 2010; edición de Andrés Neuman).
- Chéjov comentado (Nevsky Prospects, 2010; edición de Sergi Bellver).
- Siglo XXI. Los nuevos nombres del cuento español actual (Menoscuarto, 2010; edición de Gemma Pellicer y Fernando Valls).
- Parábola de los talentos (Gens, 2007). ISBN 978-84-933706-7-1
- Perversiones. Breve catálogo de parafilias ilustradas. Selección de José Antonio López (Vagamundos, ediciones Traspiés, 2010). ISBN 978-84-937888-2-7[4]
- Madrid, Nebraska. EE.UU en el relato español del siglo XXI. Edición y prólogo de Sergi Bellver. Bartleby, 2014.[5]

## Premios y reconocimientos
- Unión Latina, 2003 (Premio Internacional Juan Rulfo al mejor escritor novel)
- VIII Certamen Internacional Rafael González Castell, 2005
- Finalista premio Setenil al mejor libro de cuentos publicado en España en 2008 por Norteamérica profunda
- Premio Tiflos de Cuento 2008 por Oficios
- Finalista del I Premio de narrativa breve Ribera del Duero, 2009, por Llegado el momento
- Premio Sintagma, 2011 por Tangram

## Entrevistas
- David Barbero le entrevista en el canal autonómico ETB.
- Sergi Bellver le entrevista en Revista de Letras.
- Trifón Abad le entrevista en Culturamas.
- David González Torres le entrevista en Avión de papel.
- Marta López le entrevista en QueLeoAhora.

## Reseñas
- Recaredo Veredas reseña Llenad la Tierra en Culturamas.
- Sergi Bellver reseña Llenad la Tierra en BCN Week.
- Miguel Ángel Muñoz reseña Oficios en El Síndrome Chéjov.
- Marta López reseña Oficios en QueLeoAhora.
- Marta López reseña Norteamérica Profunda en QueLeoAhora (enlace roto disponible en Internet Archive; véase el historial, la primera versión y la última)..

## Enlaces
- Relataduras, bitácora del autor.